# Joel Bolomboy
Joel Bolomboy (nascido em 28 de janeiro de 1994) é um jogador ucraniano de basquete profissional que atualmente joga pelo Wisconsin Herd, disputando a NBA G League. Foi selecionado pelo Utah Jazz na segunda rodada do draft da NBA em 2016.